# Genar Andrinúa
Genar Andrinúa Cortabarría (ur. 9 maja 1964 w Bilbao) – piłkarz hiszpański pochodzący z Kraju Basków, grający na pozycji środkowego obrońcy.

## Kariera klubowa
Karierę piłkarską rozpoczął w małym klubie Romo FC. Z czasem podjął treningi w szkółce piłkarskiej Athletic Bilbao i zaczął grać w rezerwach tego klubu. W 1983 roku był już w kadrze pierwszego zespołu, a 29 października zadebiutował w zremisowanym 0:0 wyjazdowym spotkaniu z Espanyolem Barcelona. W swoim pierwszym sezonie nie rozegrał więcej meczów, miał więc niewielki udział w wywalczeniu przez Athletic mistrzostwa Hiszpanii i zdobycia Pucharu Hiszpanii. W sezonie 1984/1985 także rozegrał tylko jedno spotkanie w Primera División, a baskijski klub zakończył go na 3. miejscu w tabeli. Latem 1985 Genar został wypożyczony do Realu Valladolid, w którym występował w pierwszym składzie, a po sezonie wrócił do Bilbao, gdzie w końcu wywalczył miejsce w podstawowej jedenastce. W 1995 roku zajął z Athletic 4. miejsce w La Liga, ale w kolejne sezony zespół kończył przeważnie w środku tabeli. Wyjątkami były 5. miejsce w 1994 i 6. w 1997 roku.
Karierę piłkarską zakończył w sezonie 1996/1997, a swoje ostatnie spotkanie rozegrał 22 czerwca 1997 przeciwko zespołowi Hércules CF, które Bilbao przegrało 2:3. Ogółem dla "Lwów" rozegrał 304 ligowe spotkania i zdobył w nich 16 bramek.
| Klub                       | Liga                       | Sezon                      | Mecze | Bramki |
| -------------------------- | -------------------------- | -------------------------- | ----- | ------ |
| Athletic Bilbao            | Primera División           | 1984/85                    | 1     | 0      |
| Athletic Bilbao            | Primera División           | 1984/85                    | 1     | 0      |
| Real Valladolid            | Primera División           | 1985/86                    | 34    | 2      |
| Athletic Bilbao            | Primera División           | 1986/87                    | 36    | 3      |
| Athletic Bilbao            | Primera División           | 1987/88                    | 29    | 2      |
| Athletic Bilbao            | Primera División           | 1988/89                    | 34    | 1      |
| Athletic Bilbao            | Primera División           | 1989/90                    | 33    | 0      |
| Athletic Bilbao            | Primera División           | 1990/91                    | 29    | 3      |
| Athletic Bilbao            | Primera División           | 1991/92                    | 32    | 1      |
| Athletic Bilbao            | Primera División           | 1992/93                    | 38    | 1      |
| Athletic Bilbao            | Primera División           | 1993/94                    | 21    | 1      |
| Athletic Bilbao            | Primera División           | 1994/95                    | 26    | 1      |
| Athletic Bilbao            | Primera División           | 1995/96                    | 16    | 2      |
| Athletic Bilbao            | Primera División           | 1996/97                    | 8     | 1      |
| Łącznie w Primera División | Łącznie w Primera División | Łącznie w Primera División | 338   | 18     |

## Kariera reprezentacyjna
W reprezentacji Hiszpanii Andrinúa zadebiutował 18 lutego 1987 w przegranym 2:4 meczu z Anglią. W 1988 roku był podstawowym zawodnikiem Hiszpanii na Euro 88. Wystąpił tam w trzech grupowych spotkaniach: wygranym 3:2 z Danią oraz przegranych 0:1 z Włochami i 0:2 z RFN. Natomiast w 1990 roku został powołany przez Luisa Suáreza do kadry na Mistrzostwa Świata we Włoszech. Tam z kolei zagrał w czterech meczach: z Urugwajem (0:0), z Koreą Południową (3:1) i z Belgią (2:1) oraz przegranym w 1/8 finału z Jugosławią (1:2). Był to także jego ostatni mecz w kadrze narodowej. Wystąpił w niej 28 razy i strzelił 2 gole.